# FSF Award
Der FSF Award for the Advancement of Free Software ist eine seit 1998 von der Free Software Foundation (FSF) vergebene Auszeichnung an Personen, die sich um die Weiterentwicklung freier Software verdient gemacht haben.
Die Auszeichnung des Jahres 1999 wurde im Javits Center in New York City, die des Jahres 2000 im Musée d’art et d’histoire du Judaïsme in Paris und die der Jahre 2001 bis 2004 auf der FOSDEM in Brüssel verliehen. Seitdem findet die Verleihung während des Jahrestreffens der FSF-Mitglieder in den Vereinigten Staaten statt.

## Preisträger
- 1998 – Larry Wall, für das Entwickeln zahlreicher freier Software, insbesondere Perl
- 1999 – Miguel de Icaza, für die Leitung des Gnome-Projektes und damit der Förderung der Mainstream-Verbreitung von Linux
- 2000 – Brian Paul, für seine Arbeit an der Grafikbibliothek Mesa 3D
- 2001 – Guido van Rossum, für die Entwicklung von Python
- 2002 – Lawrence Lessig, für das Propagieren der Wichtigkeit des Verstehens der politischen Dimension freier Software
- 2003 – Alan Cox, für das Verfechten freier Software, den Kampf gegen den Digital Millennium Copyright Act, und für Beiträge zum Linux-Kernel
- 2004 – Theo de Raadt, für die Gründung der Projekte OpenBSD und OpenSSH
- 2005 – Andrew Tridgell, für die Entwicklung des Samba-Projekts und das Reverse Engineering des BitKeeper-Protokolls
- 2006 – Theodore Ts’o, für zahlreiche Beiträge in der Kernelentwicklung und Sicherheit, insbesondere zum Kerberos-Protokoll und ONC RPC
- 2007 – Harald Welte, für die rechtliche Durchsetzung der GPL mit dem Projekt gpl-violations.org; auch für technische Beiträge zu Openmoko und anderem
- 2008 – Wietse Zweitze Venema, für weitreichende technische Beiträge zur Netzwerksicherheit sowie das Schreiben von Postfix
- 2009 – John Gilmore, für das Etablieren von freier Software in der Geschäftswelt lange vor dem Populärwerden von GNU/Linux, und für zahlreiche Code- und Finanzierungsbeiträge zu freier Software
- 2010 – Rob Savoye, für über 20 Jahre Arbeit an freier Software wie GCC, GDB, DejaGnu, Newlib, Cygwin, eCos, verschiedenen Linux-Distributionen sowie dem Projekt One laptop per child, insbesondere aber für die Entwicklung des freien Flash-Players Gnash
- 2011 – Yukihiro Matsumoto, für die Entwicklung von Ruby und die über 20-jährige Mitarbeit an GNU und anderer freier Software
- 2012 – Fernando Pérez, für die Entwicklung von IPython
- 2013 – Matthew Garrett, für seine Arbeiten, um Secure Boot kompatibel zu freier Software zu halten
- 2014 – Sébastien Jodogne, für sein freies Orthanc-Programm medizinischer Bildgebung
- 2015 – Werner Koch, für seine Beiträge zu GnuPG
- 2016 – Alexandre Oliva, für seine Beiträge zum GNU-Projekt
- 2017 – Karen Sandler, Leiterin von Software Freedom Conservancy
- 2018 – Deborah Nicholson, Community-Direktorin bei Software Freedom Conservancy
- 2019 – Jim Meyering, Programmierer
- 2020 – Bradley M. Kuhn, Aktivist
- 2021 – Paul Eggert, Informatiker
- 2022 – Eli Zaretskii, Informatiker
- 2023 – Bruno Haible, für seine Beiträge zum Gnulib

## Free Software Award for Projects of Social Benefit
Neben dem Award for the Advancement of Free Software vergibt die FSF mit dem Award for Projects of Social Benefit seit 2005 jährlich auch einen Preis an freie Softwareprojekte, die signifikante Beiträge für die Gesellschaft leisten. Bisherige Preisträger:
- 2005 – Wikipedia
- 2006 – Sahana, für die ehrenamtliche Bemühung, ein umfassendes Katastrophenmanagementsystem aufzubauen
- 2007 – Groklaw, für den Aufbau einer ergiebigen Quelle für rechtliche und technische Informationen für Entwickler, Anwälte, Professoren und Historiker
- 2008 – Creative Commons, für das Fördern kreativer und wissenschaftlicher Werke, die frei verteilt und weiterbearbeitet werden können, und für das Aufmerksammachen auf die Gefahren restriktiver Copyrights
- 2009 – Internet Archive, für den Aufbau einer freien und offenen Internet-Bibliothek, für das Archivieren von Milliarden von Webseiten und für eigene Beiträge zu freier Software
- 2010 – Tor, für das Ermöglichen freien Internetzugangs und freier Meinungsäußerung unter Wahrung der Privatsphäre, wichtig etwa für Dissidenten im Iran und in Ägypten
- 2011 – GNU Solidario, für GNU Health, ein Softwareprojekt, das hilft, das Leben der Unterprivilegierten zu verbessern
- 2012 – OpenMRS, eine freie Software zur Dokumentation von Krankenakten
- 2013 – GNOME Foundation’s Outreach Program for Women
- 2014 – ReGlue, ein Projekt, das mit GNU/Linux ausgestattete Computer an bedürftige Personen in Austin vergibt
- 2015 – Library Freedom Project, ein Projekt u. a. zur Etablierung von Tor-Ausgängen in Bibliotheken
- 2016 – SecureDrop, eine anonyme Whistleblower-Plattform
- 2017 – Public Lab, ein Projekt zur Demokratisierung der Wissenschaft
- 2018 – OpenStreetMap, ein Projekt zur Erstellung von Landkarten
- 2019 – Let’s Encrypt, ein Projekt zur Verschlüsselung von Datenströmen
- 2020 – CiviCRM, Customer-Relationship-Management bzw. Constituent Relationship Management
- 2021 – SecuRepairs, Initiative zum Recht auf Reparierbarkeit
- 2022 – GNU Jami, freies Tool für Videokonferenzen
- 2023 – Mission logiciels libres, staatliche französische Agentur für freie Software